# Gilardoni Frères
Pour les articles homonymes, voir Gilardoni.
 (novembre 2022).
Si vous disposez d'ouvrages ou d'articles de référence ou si vous connaissez des sites web de qualité traitant du thème abordé ici, merci de compléter l'article en donnant les références utiles à sa vérifiabilité et en les liant à la section « Notes et références ».

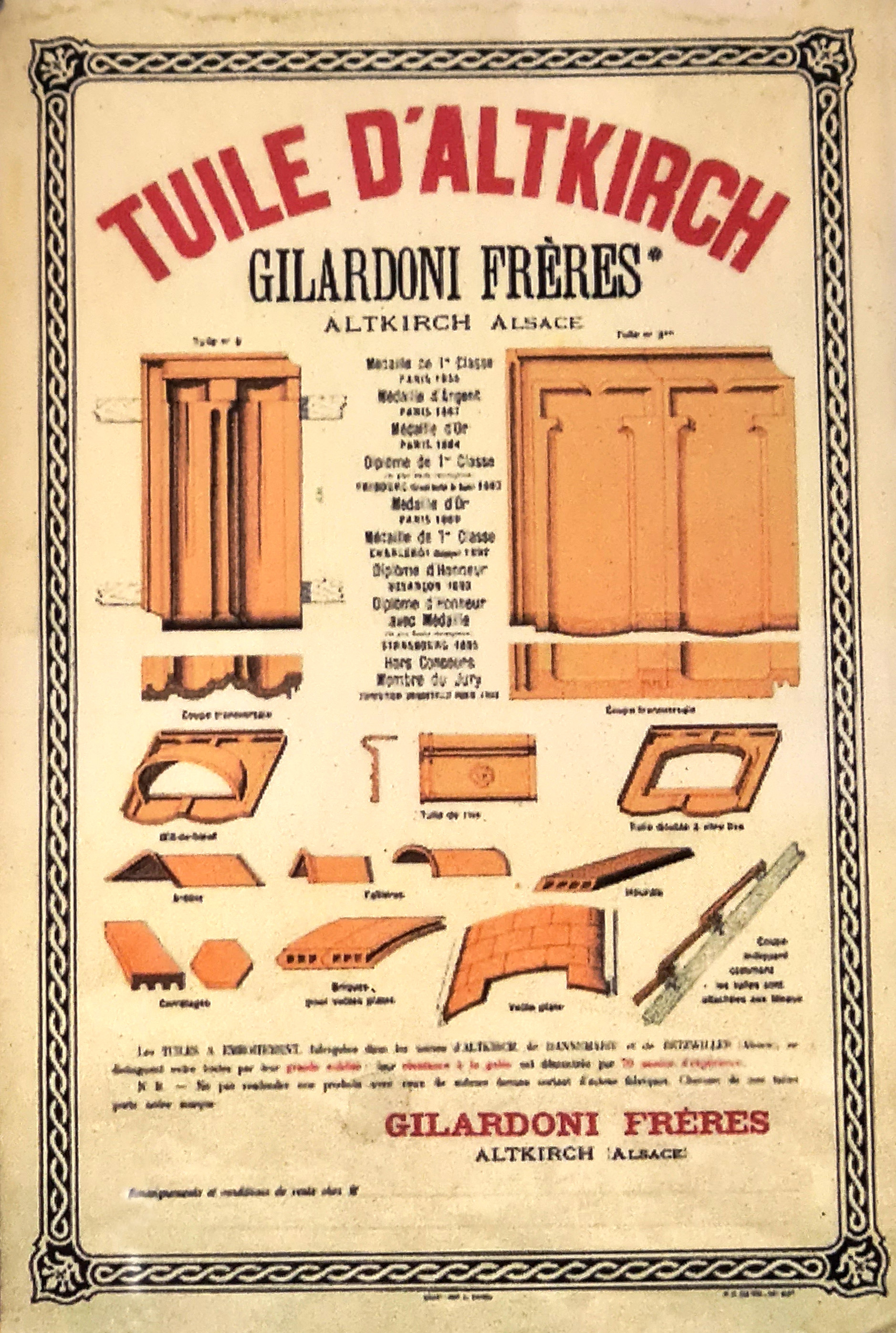
Affiche « Tuile d'Altkirch ».

Gilardoni Frères est le nom de deux sociétés basées à Altkirch en Alsace, appartenant aux deux frères Thiébaut-Joseph (1805-1864) et François-Xavier Gilardoni (1807-1893). Ces deux sociétés concernaient une tuilerie fondée en 1834 et l’atelier familial de céramique et de poêle en faïence fondé en 1835 avec Pierre-Antoine Heitschlin, leur beau-père.

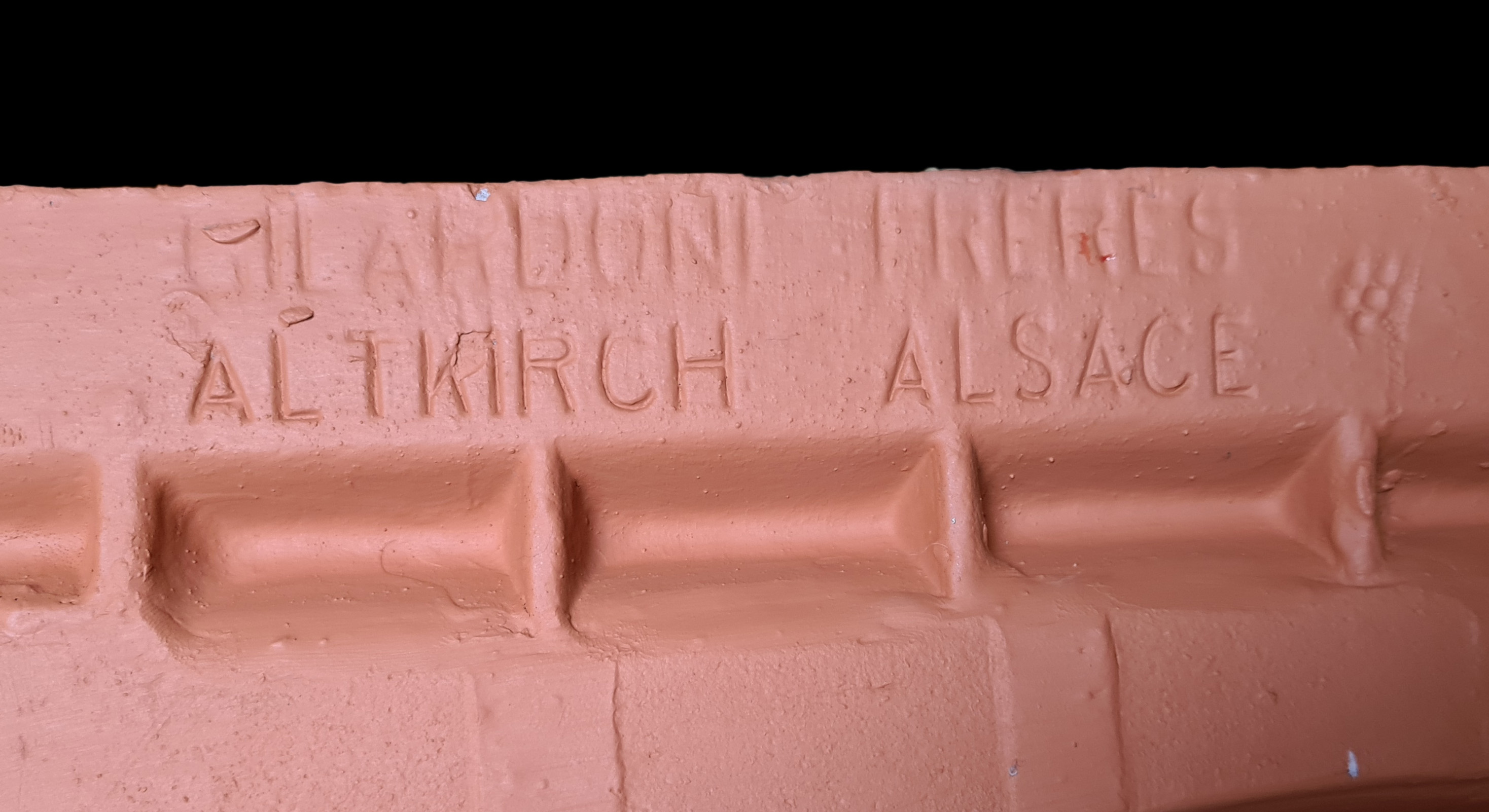
Marque de fabrique Gilardoni.

Les deux frères imaginent des applications utilisant la terre cuite dans le bâtiment et particulièrement une tuile plus pratique à réaliser et moins coûteuse que les traditionnelles tuiles canal ou plates qu’il faut empiler sur deux ou trois couches pour obtenir l’étanchéité de la couverture.

## La  tuile à emboîtement
Un premier modèle de tuile à emboîtement voit le jour en 1840 et le brevet d’invention est déposé et accepté le 25 mars 1841. Ces tuiles s’emboîtent les unes dans les autres, se chevauchant juste de quelques centimètres et assurent une parfaite étanchéité. En 1850, un second modèle de tuile à double emboîtement est créé qui sera primé à l’Exposition de Paris 1855, puis aux Expositions universelles de Paris de 1867, 1889, 1900 et en 1908 à Londres.

### La Tuile mécanique
Cette tuile à emboîtement demande une plus grande précision dimensionnelle que les tuiles à chevauchement ce qui conduit les frères Gilardoni à mécaniser la fabrication, d’où le nom de Tuile mécanique donnée à tort à ce produit.
La mécanisation est rendue possible par le développement de la vapeur à cette époque et qui permet la fabrication en série de pièces sur des machines qui assurent un rendement élevé, une précision dimensionnelle et une standardisation. L’étape de fabrication depuis la terre d’argile jusqu’au produit fini demande plus de 4 jours d’élaboration :
- Le broyage : La terre est broyée pour être réduite en farine en vue d'obtenir des grains de 500 microns maxi et un taux d’humidité de 18 %,
- Le moulage : L’argile est malaxée et compactée pour extraire le maximum d’air. Cette pâte est écrasée et étirée en bande continue, puis tranchée mécaniquement en galettes d’égales dimensions,
- Le pressage : Chaque galette passe dans un moule (selon le modèle de tuile) et subit une pression de 100 tonnes pour lui donner la forme définitive,
- Le séchage : Déposées sur des claies, les tuiles sont convoyées dans une étuve pour près de 24 heures avec un sérieux contrôle de la température et du taux d’humidité qui doit atteindre 1,5 %,
- L’engobage[1] : c’est l’étape de coloration où les tuiles reçoivent des pigments naturels.
- Les cuissons : Après chargement sur des palettes et passage au four tunnel, les tuiles sont chauffées à 700 degrés pour obtenir un produit sec et sans bulle, puis de nouveau à 1015 degrés durant environ 2 heures, les tuiles sont prêtes à la livraison après un refroidissement lent.

Quelques modèles.
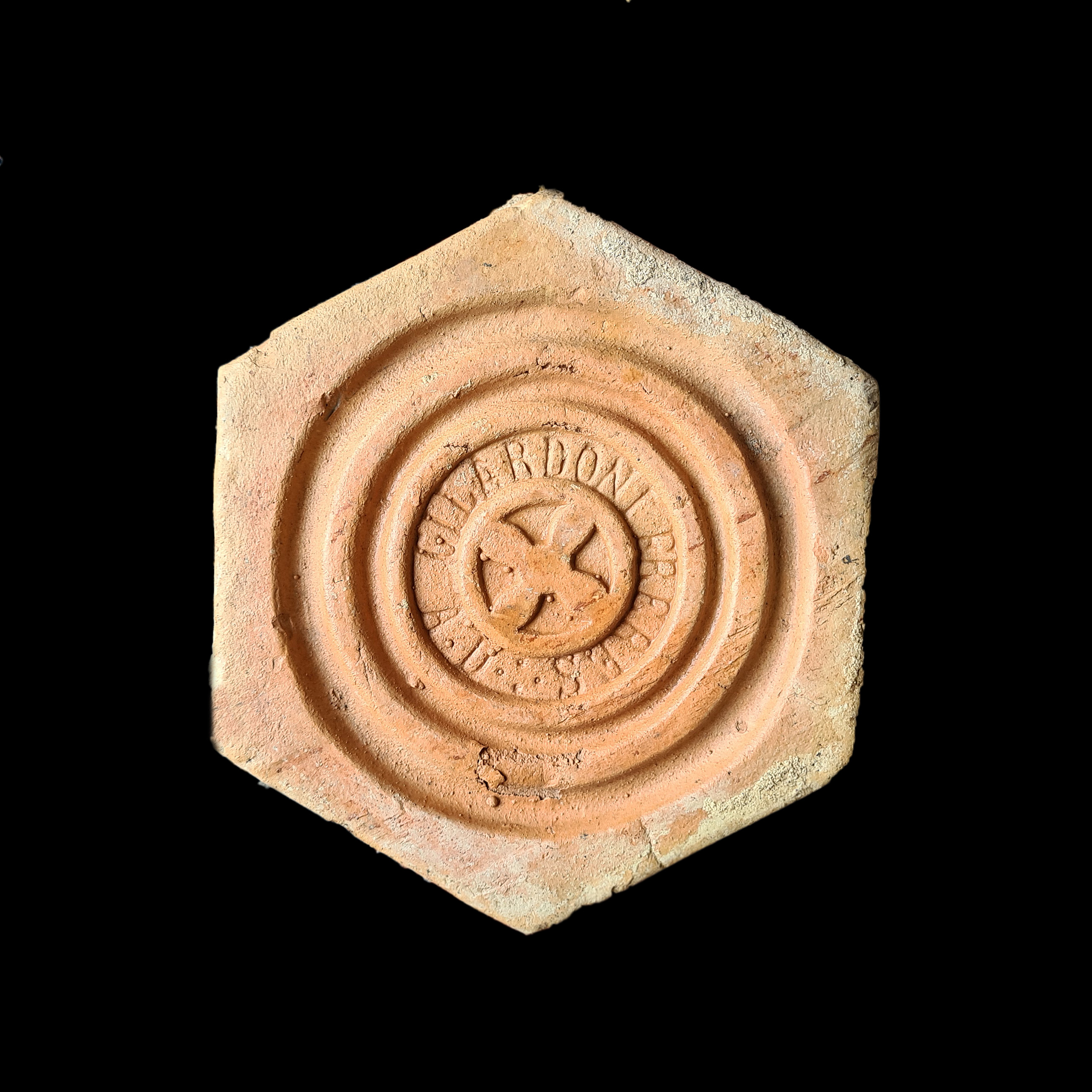
Tommette de grenier.
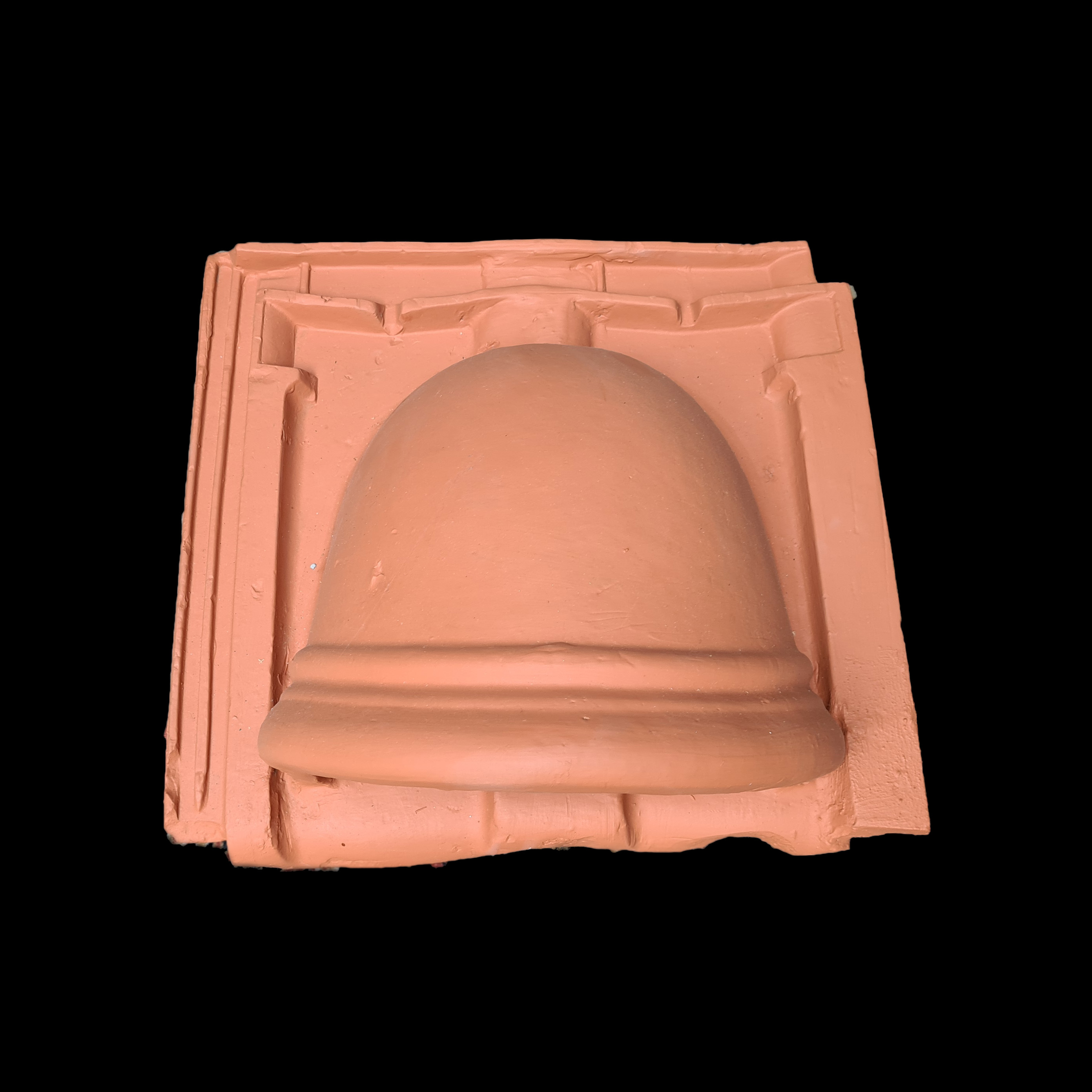
Tuile d'aération.
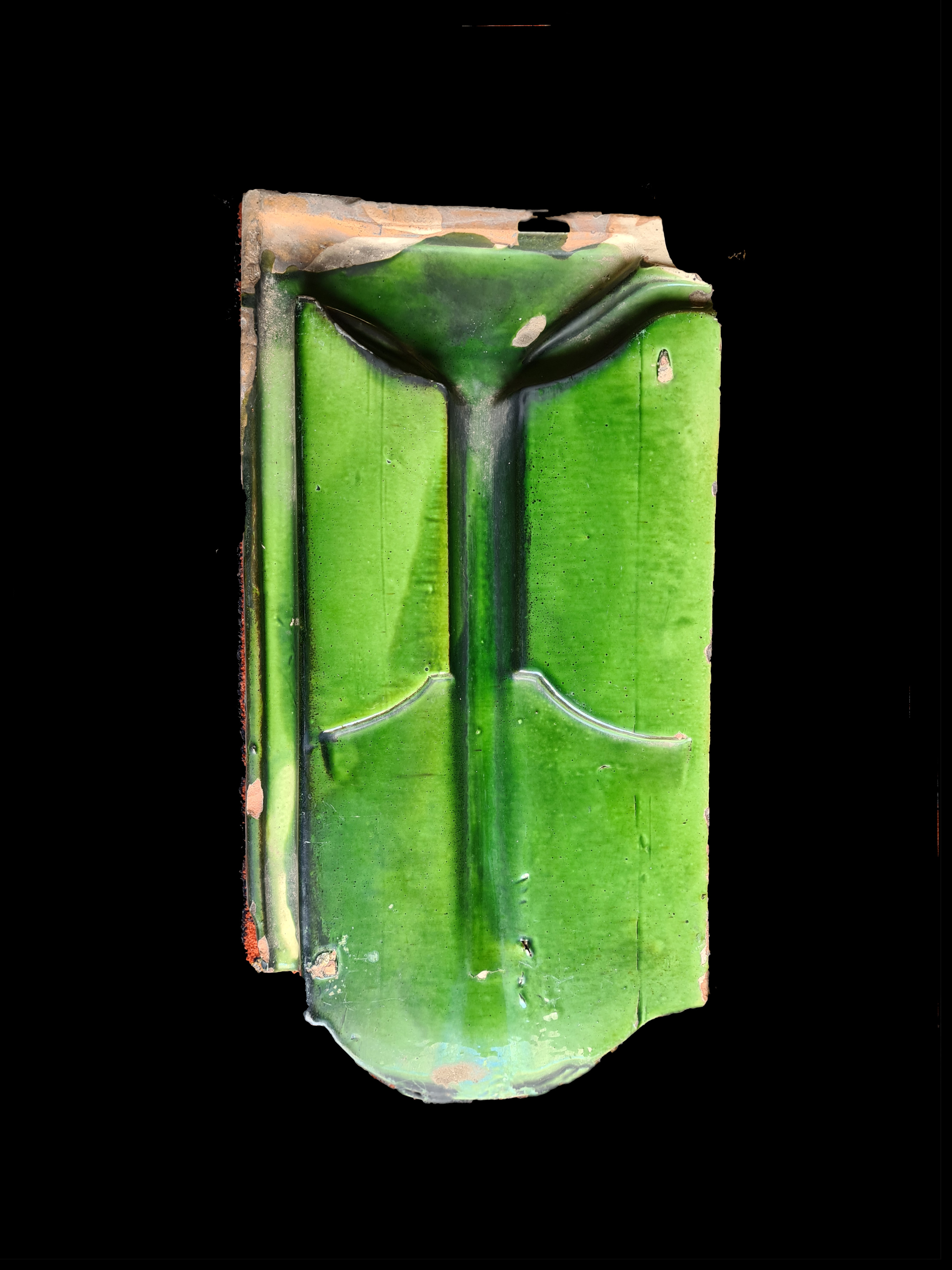
Tuile vernissée.
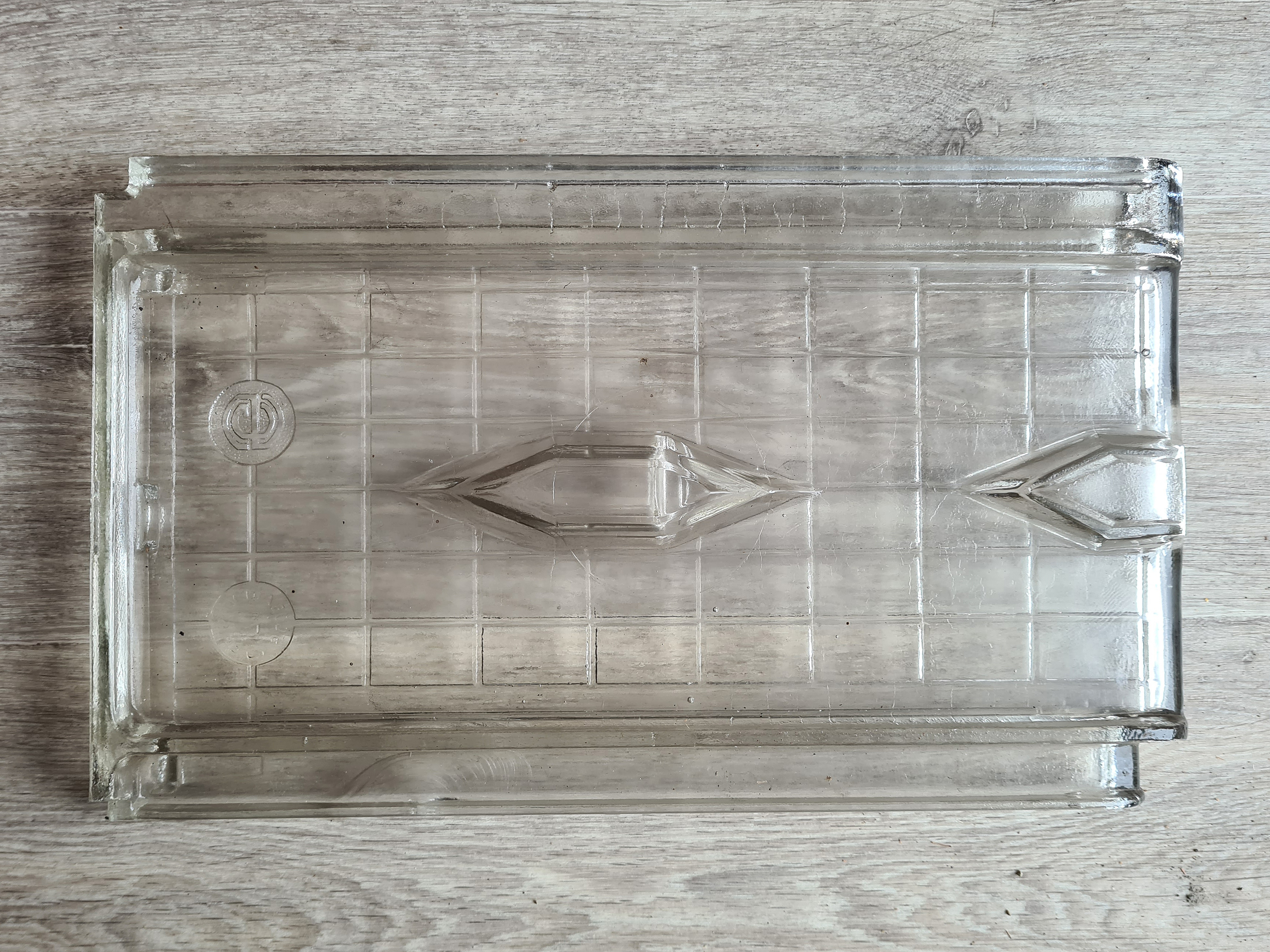
Tuile transparente.

## Développement de la Société

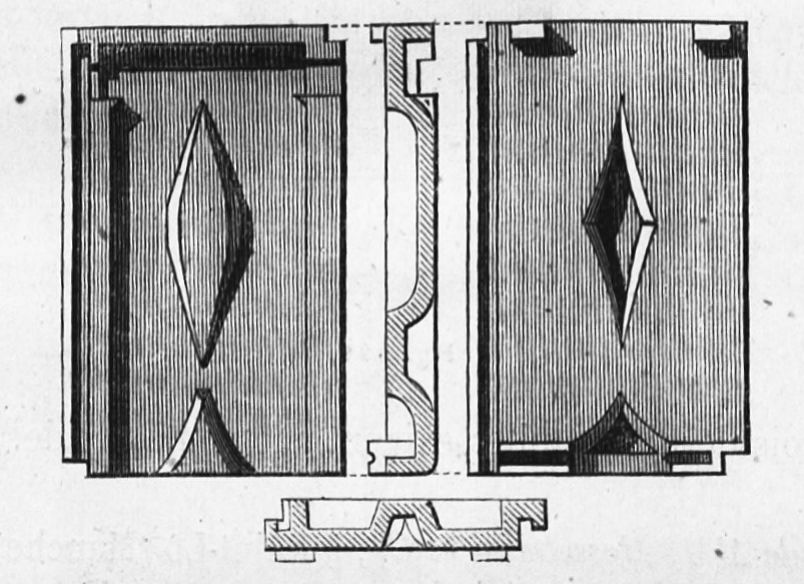
Tuile losangée.

Le succès de cette nouvelle tuile est immédiat auprès des tuiliers qui en adoptent le principe et achètent la licence. La fabrication s’étend jusqu’à Marseille, en passant par Ivry, Epinal, Montchanin... Après les dix années de validité, le brevet tombe dans le domaine public et tous les tuiliers reprennent la fabrication de cette fameuse tuile qui prendra aussi le nom de Tuile losangée à cause du losange en relief au milieu de la tuile qui lui évite de s’affaisser au moment du séchage et qui lui procure une plus grande rigidité.
Les frères Gilardoni créent des usines à Altkirch et à Dannemarie et Wolfersdorf (Haut-Rhin), avec des cités ouvrières et un port d’embarquement sur le canal du Rhône au Rhin à Retzwiller pour l’expédition du produit vers la région parisienne notamment, canal qui assure également la livraison du charbon nécessaire à la fabrication.
Aux décès des deux frères, leurs successeurs reprennent les sociétés et, après le retour de l’Alsace à la France, fondent la Société des Tuileries Gilardoni Frères le 20 mai 1919 et créent deux nouvelles usines, une à Pargny-sur-Saulx (Marne) en 1925 et l’autre à Retzwiller (Haut-Rhin) en 1926 qui reprendra la fabrication de l’usine de Wolfersdorf (Haut-Rhin) en 1934.

## Le déclin de la Société
À Retzwiller, les ennuis commencent au moment où la firme décide de changer le processus de fabrication et de moderniser l’usine avec de nouveaux fours, de nouveaux séchoirs et de nouveaux mode d’extraction, qui nécessitent de considérables investissements entre 1959 et 1968. Le nouveau procédé de fabrication est inefficace ; ajouté à cela, le choc pétrolier de 1973, malgré le rachat par la Société Sturm, entraîne la cessation de la production le 31 octobre 1974.